# Bożenna Rażniewska
Bożenna Zofia Rażniewska ps. Kuba (ur. 23 marca 1925 w Czeladzi, zm. 14 września 1944 w Warszawie) – harcerka Szarych Szeregów, uczestniczka powstania warszawskiego.

## Życiorys
Córka Józefa Leona Rażniewskiego i Jadwigi z Gumińskich (należała do POW). Uczyła się w szkole w Czeladzi i w gimnazjum ss. urszulanek w Tarnowie, zaś od 1939 – w Krakowie.
W 1940 jej ojciec, dyrektor kopalń „Mars“, „Jowisz” i „Saturn”, został uwięziony przez niemieckiego okupanta w obozie koncentracyjnym Dachau, gdzie zginął w 1941. Bożenna po ukończeniu czterech klas gimnazjum, przerwała naukę i wyjechała do Warszawy, gdzie przeniosła się jej matka. Rozpoczęła pracę w fabryce konfekcyjnej "Attoza" i naukę w szkole chemicznej przy ul. Hożej. Równocześnie uczyła się do matury na tajnych kompletach liceum ogólnokształcącego i służyła w Szarych Szeregach (żeńska drużyna "Grupa Wykonawcza").
1 sierpnia 1944 przed godziną „W” przybyła na punkt zbiórki przy ul. Świętokrzyskiej 18. Wkrótce rozpoczęła służbę łączniczki w 165. plutonie 2. kompanii „Szare Szeregi” w batalionie „Kiliński” Armii Krajowej. Uczestniczyła m.in. w ataku na Pocztę Główną przy placu Napoleona (obecnie plac Powstańców Warszawy). Wtedy też została ranna w udo, lecz mimo to nie przerwała służby. Następnie brała udział w akcjach zdobywania PAST-y przy ul. Zielnej 37/39. Była łączniczką, lecz wykonywała również zadania należące do sanitariuszki, m.in. wydobywała zasypanych spod gruzów i przenosiła do szpitali rannych podczas akcji żołnierzy.
We wrześniu, ciężko chora, przebywała w szpitalu powstańczym przy ul. Hożej 13. Tam też zmarła 14 września 1944.
Spoczywa na cmentarzu Powstańców Warszawy (kwatera 19; podpisano jedynie: Bożena Raźniewska lat 19). Jej symboliczny grób znajduje się na cmentarzu Wojskowym na Powązkach w kwaterach żołnierzy 2. kompanii batalionu „Kiliński”.